# Liste der Nummer-eins-Hits in den Niederlanden (2022)
Dies ist eine Liste der Nummer-eins-Hits in den Niederlanden im Jahr 2022. Sie basiert auf den Nederlandse-Top-40-Singlecharts und den Dutch Album Top 100.

## Singles
| ← 2021 ← | Liste der Nummer-eins-Hits in den Niederlanden | Liste der Nummer-eins-Hits in den Niederlanden | Liste der Nummer-eins-Hits in den Niederlanden | 2023 → |
| \| Zeitraum \| Wo. ges. \| Interpret \| Titel Autor(en) \| Zusätzliche Informationen \| \| (Zeitraum, Wochen auf Platz eins, Interpret, Titel, Autor[en], zusätzliche Informationen) \| \| \| \| \| \| ----------------------------------------------------------------------------------------- \| -------- \| ------------------------- \| ----------------------------------------------------------------------------------------------------------------------------------------------------- \| --------------------------------------------------------------------------------------------------------------------------------------------------------------------------------------------------------------------------------------------------------------------------------------------------- \| \| 1. Januar 2022 – 25. Februar 2022 8 Wochen \| 8 \| Meau \| Dat heb jij gedaan Meau Hewitt \| – \| \| 26. Februar 2022 – 18. März 2022 3 Wochen \| 3 \| Tiësto & Ava Max \| The Motto Pablo Bowman, Amanda Ava Koci, Claudia Valentina, Peter Rycroft, Sarah Blanchard, Yoshi Breen, Tijs Verwest \| – \| \| 19. März 2022 – 15. April 2022 4 Wochen \| 4 \| Antoon \| Hallo Kevin Bosch, K. Patrick, Twan van Steenhoven, Valentijn Antoon Remmert Verkerk \| – \| \| 16. April 2022 – 20. Mai 2022 5 Wochen (insgesamt 18) \| 18 \| Harry Styles \| As It Was Harry Edward Styles, Thomas Edward Percy Hull, Tyler Sam Johnson \| – \| \| 21. Mai 2022 – 27. Mai 2022 1 Woche \| 1 \| S10 \| De diepte Stien den Hollander, Arno Krabman \| Beim ESC belegte dieser niederländische Beitrag Platz 11. \| \| 28. Mai 2022 – 26. August 2022 13 Wochen (insgesamt 18) \| 18 \| Harry Styles \| As It Was Harry Edward Styles, Thomas Edward Percy Hull, Tyler Sam Johnson \| In der Woche vom 13. August 2022 löst As It Was mit der 17. Chartwoche die drei Lieder Milord (Corry Brokken), Paradiso (Anneke Grönloh) und One Kiss (Calvin Harris feat. Dua Lipa) als am längsten platzierte Titel an der niederländischen Chartspitze ab und wird zum alleinigen Spitzenreiter. \| \| 27. August 2022 – 23. September 2022 4 Wochen \| 4 \| Rema \| Calm Down Divine Ikubor, Alexander Uwaifo, London \| – \| \| 24. September 2022 – 16. Dezember 2022 12 Wochen \| 12 \| David Guetta & Bebe Rexha \| I’m Good (Blue) Bleta Rexha, Pierre David Guetta, Camille Angelina Purcell, Massimo Gabutti, Maurizio Lobina, Gianfranco Randone, Philip John Plested \| – \| \| 17. Dezember 2022 – 27. Januar 2023 6 Wochen \| 6 \| Claude \| Ladada (Mon dernier mot) Claude Kiambe, Arno Krabman, Joren Johannes van der Voort \| – \| |                                                |                                                | | |
| ← 2021 |                                                |                                                | | → 2023 → |
| Zeitraum | Wo. ges.                                       | Interpret                                      | Titel Autor(en) | Zusätzliche Informationen |
| (Zeitraum, Wochen auf Platz eins, Interpret, Titel, Autor[en], zusätzliche Informationen) |                                                |                                                | | |
| 1. Januar 2022 – 25. Februar 2022 8 Wochen | 8                                              | Meau                                           | Dat heb jij gedaan Meau Hewitt | – |
| 26. Februar 2022 – 18. März 2022 3 Wochen | 3                                              | Tiësto & Ava Max                               | The Motto Pablo Bowman, Amanda Ava Koci, Claudia Valentina, Peter Rycroft, Sarah Blanchard, Yoshi Breen, Tijs Verwest                                 | – |
| 19. März 2022 – 15. April 2022 4 Wochen | 4                                              | Antoon                                         | Hallo Kevin Bosch, K. Patrick, Twan van Steenhoven, Valentijn Antoon Remmert Verkerk                                                                  | – |
| 16. April 2022 – 20. Mai 2022 5 Wochen (insgesamt 18) | 18                                             | Harry Styles                                   | As It Was Harry Edward Styles, Thomas Edward Percy Hull, Tyler Sam Johnson                                                                            | – |
| 21. Mai 2022 – 27. Mai 2022 1 Woche | 1                                              | S10                                            | De diepte Stien den Hollander, Arno Krabman | Beim ESC belegte dieser niederländische Beitrag Platz 11. |
| 28. Mai 2022 – 26. August 2022 13 Wochen (insgesamt 18) | 18                                             | Harry Styles                                   | As It Was Harry Edward Styles, Thomas Edward Percy Hull, Tyler Sam Johnson                                                                            | In der Woche vom 13. August 2022 löst As It Was mit der 17. Chartwoche die drei Lieder Milord (Corry Brokken), Paradiso (Anneke Grönloh) und One Kiss (Calvin Harris feat. Dua Lipa) als am längsten platzierte Titel an der niederländischen Chartspitze ab und wird zum alleinigen Spitzenreiter. |
| 27. August 2022 – 23. September 2022 4 Wochen | 4                                              | Rema                                           | Calm Down Divine Ikubor, Alexander Uwaifo, London | – |
| 24. September 2022 – 16. Dezember 2022 12 Wochen | 12                                             | David Guetta & Bebe Rexha                      | I’m Good (Blue) Bleta Rexha, Pierre David Guetta, Camille Angelina Purcell, Massimo Gabutti, Maurizio Lobina, Gianfranco Randone, Philip John Plested | – |
| 17. Dezember 2022 – 27. Januar 2023 6 Wochen | 6                                              | Claude                                         | Ladada (Mon dernier mot) Claude Kiambe, Arno Krabman, Joren Johannes van der Voort                                                                    | – |

## Alben
| ← 2021 ← | Liste der Nummer-eins-Hits in den Niederlanden | Liste der Nummer-eins-Hits in den Niederlanden | Liste der Nummer-eins-Hits in den Niederlanden | 2023 →                    |
| \| Zeitraum \| Wo. ges. \| Interpret \| Titel \| Zusätzliche Informationen \| \| (Zeitraum, Wochen auf Platz eins, Interpret, Titel, zusätzliche Informationen) \| \| \| \| \| \| ------------------------------------------------------------------------------ \| -------- \| --------------------------------- \| ----------------------------------- \| ------------------------- \| \| 1. Januar 2022 – 7. Januar 2022 1 Woche (insgesamt 14) \| 14 \| Michael Bublé \| Christmas \| – \| \| 8. Januar 2022 – 14. Januar 2022 1 Woche (insgesamt 6) \| 6 \| Adele \| 30 \| – \| \| 15. Januar 2022 – 28. Januar 2022 2 Wochen \| 2 \| The Weeknd \| Dawn FM \| – \| \| 29. Januar 2022 – 4. Februar 2022 1 Woche \| 1 \| Blaudzun \| Lonely City Exit Wounds \| – \| \| 5. Februar 2022 – 25. Februar 2022 3 Wochen \| 3 \| Lil Kleine \| Ibiza Stories \| – \| \| 26. Februar 2022 – 4. März 2022 1 Woche \| 1 \| Arjen Anthony Lucassen’s Star One \| Ravel in Time \| – \| \| 5. März 2022 – 11. März 2022 1 Woche \| 1 \| Beth Hart \| A Tribute to Led Zeppelin \| – \| \| 12. März 2022 – 1. April 2022 3 Wochen \| 3 \| Stromae \| Multitude \| – \| \| 2. April 2022 – 8. April 2022 1 Woche \| 1 \| Placebo \| Never Let Me Go \| – \| \| 9. April 2022 – 15. April 2022 1 Woche \| 1 \| Red Hot Chili Peppers \| Unlimited Love \| – \| \| 16. April 2022 – 22. April 2022 1 Woche \| 1 \| BLØF \| Polaroid \| – \| \| 23. April 2022 – 29. April 2022 1 Woche \| 1 \| Hef \| Hefvermogen 2 \| – \| \| 30. April 2022 – 6. Mai 2022 1 Woche (insgesamt 2) \| 2 \| Suzan & Freek \| Dromen in kleur \| – \| \| 7. Mai 2022 – 13. Mai 2022 1 Woche \| 1 \| Rammstein \| Zeit \| – \| \| 14. Mai 2022 – 20. Mai 2022 1 Woche \| 1 \| Arcade Fire \| We \| – \| \| 21. Mai 2022 – 27. Mai 2022 1 Woche \| 1 \| Kendrick Lamar \| Mr. Morale & the Big Steppers \| – \| \| 28. Mai 2022 – 17. Juni 2022 3 Wochen (insgesamt 9) \| 9 \| Harry Styles \| Harry’s House \| – \| \| 18. Juni 2022 – 24. Juni 2022 1 Woche \| 1 \| BTS \| Proof \| – \| \| 25. Juni 2022 – 1. Juli 2022 1 Woche \| 1 \| Drake \| Honestly, Nevermind \| – \| \| 2. Juli 2022 – 8. Juli 2022 1 Woche \| 1 \| Porcupine Tree \| Closure/Continuation \| – \| \| 9. Juli 2022 – 15. Juli 2022 1 Woche \| 1 \| Paolo Nutini \| Last Night in the Bittersweet \| – \| \| 16. Juli 2022 – 5. August 2022 3 Wochen (insgesamt 9) \| 9 \| Harry Styles \| Harry’s House \| – \| \| 6. August 2022 – 19. August 2022 2 Wochen (insgesamt 3) \| 3 \| Beyoncé \| Renaissance \| – \| \| 20. August 2022 – 26. August 2022 1 Woche (insgesamt 9) \| 9 \| Harry Styles \| Harry’s House \| – \| \| 27. August 2022 – 2. September 2022 1 Woche \| 1 \| Madonna \| Finally Enough Love: 50 Number Ones \| – \| \| 3. September 2022 – 16. September 2022 2 Wochen \| 2 \| Kensington \| Greatest Hits \| – \| \| 17. September 2022 – 23. September 2022 1 Woche \| 1 \| Robbie Williams \| XXV \| – \| \| 24. September 2022 – 30. September 2022 1 Woche \| 1 \| The Analogues Sideshow \| Introducing the Analogues Sideshow \| – \| \| 1. Oktober 2022 – 7. Oktober 2022 1 Woche \| 1 \| 5 Seconds of Summer \| 5SOS5 \| – \| \| 8. Oktober 2022 – 14. Oktober 2022 1 Woche \| 1 \| Danny Vera \| The New Black and White Pt. V \| – \| \| 15. Oktober 2022 – 21. Oktober 2022 1 Woche (insgesamt 3) \| 3 \| Beyoncé \| Renaissance \| – \| \| 22. Oktober 2022 – 28. Oktober 2022 1 Woche \| 1 \| Red Hot Chili Peppers \| Return of the Dream Canteen \| – \| \| 29. Oktober 2022 – 4. November 2022 1 Woche (insgesamt 2) \| 2 \| Taylor Swift \| Midnights \| – \| \| 5. November 2022 – 11. November 2022 1 Woche \| 1 \| Jan Smit \| Boven Jan \| – \| \| 12. November 2022 – 18. November 2022 1 Woche \| 1 \| Nick & Simon \| Nu of ooit \| – \| \| 19. November 2022 – 25. November 2022 1 Woche \| 1 \| Bruce Springsteen \| Only the Strong Survive \| – \| \| 26. November 2022 – 2. Dezember 2022 1 Woche \| 1 \| KA \| Recklezz \| – \| \| 3. Dezember 2022 – 9. Dezember 2022 1 Woche (insgesamt 2) \| 2 \| Taylor Swift \| Midnights \| – \| \| 10. Dezember 2022 – 16. Dezember 2022 1 Woche \| 1 \| Lijpe \| Lijpe \| – \| \| 17. Dezember 2022 – 23. Dezember 2022 1 Woche (insgesamt 4) \| 4 \| SZA \| SOS \| – \| \| 24. Dezember 2022 – 6. Januar 2023 2 Wochen (insgesamt 14) \| 14 \| Michael Bublé \| Christmas \| – \| |                                                |                                                |                                                |                           |
| ← 2021 |                                                |                                                |                                                | → 2023 →                  |
| Zeitraum | Wo. ges.                                       | Interpret                                      | Titel                                          | Zusätzliche Informationen |
| (Zeitraum, Wochen auf Platz eins, Interpret, Titel, zusätzliche Informationen) |                                                |                                                |                                                |                           |
| 1. Januar 2022 – 7. Januar 2022 1 Woche (insgesamt 14) | 14                                             | Michael Bublé                                  | Christmas                                      | –                         |
| 8. Januar 2022 – 14. Januar 2022 1 Woche (insgesamt 6) | 6                                              | Adele                                          | 30                                             | –                         |
| 15. Januar 2022 – 28. Januar 2022 2 Wochen | 2                                              | The Weeknd                                     | Dawn FM                                        | –                         |
| 29. Januar 2022 – 4. Februar 2022 1 Woche | 1                                              | Blaudzun                                       | Lonely City Exit Wounds                        | –                         |
| 5. Februar 2022 – 25. Februar 2022 3 Wochen | 3                                              | Lil Kleine                                     | Ibiza Stories                                  | –                         |
| 26. Februar 2022 – 4. März 2022 1 Woche | 1                                              | Arjen Anthony Lucassen’s Star One              | Ravel in Time                                  | –                         |
| 5. März 2022 – 11. März 2022 1 Woche | 1                                              | Beth Hart                                      | A Tribute to Led Zeppelin                      | –                         |
| 12. März 2022 – 1. April 2022 3 Wochen | 3                                              | Stromae                                        | Multitude                                      | –                         |
| 2. April 2022 – 8. April 2022 1 Woche | 1                                              | Placebo                                        | Never Let Me Go                                | –                         |
| 9. April 2022 – 15. April 2022 1 Woche | 1                                              | Red Hot Chili Peppers                          | Unlimited Love                                 | –                         |
| 16. April 2022 – 22. April 2022 1 Woche | 1                                              | BLØF                                           | Polaroid                                       | –                         |
| 23. April 2022 – 29. April 2022 1 Woche | 1                                              | Hef                                            | Hefvermogen 2                                  | –                         |
| 30. April 2022 – 6. Mai 2022 1 Woche (insgesamt 2) | 2                                              | Suzan & Freek                                  | Dromen in kleur                                | –                         |
| 7. Mai 2022 – 13. Mai 2022 1 Woche | 1                                              | Rammstein                                      | Zeit                                           | –                         |
| 14. Mai 2022 – 20. Mai 2022 1 Woche | 1                                              | Arcade Fire                                    | We                                             | –                         |
| 21. Mai 2022 – 27. Mai 2022 1 Woche | 1                                              | Kendrick Lamar                                 | Mr. Morale & the Big Steppers                  | –                         |
| 28. Mai 2022 – 17. Juni 2022 3 Wochen (insgesamt 9) | 9                                              | Harry Styles                                   | Harry’s House                                  | –                         |
| 18. Juni 2022 – 24. Juni 2022 1 Woche | 1                                              | BTS                                            | Proof                                          | –                         |
| 25. Juni 2022 – 1. Juli 2022 1 Woche | 1                                              | Drake                                          | Honestly, Nevermind                            | –                         |
| 2. Juli 2022 – 8. Juli 2022 1 Woche | 1                                              | Porcupine Tree                                 | Closure/Continuation                           | –                         |
| 9. Juli 2022 – 15. Juli 2022 1 Woche | 1                                              | Paolo Nutini                                   | Last Night in the Bittersweet                  | –                         |
| 16. Juli 2022 – 5. August 2022 3 Wochen (insgesamt 9) | 9                                              | Harry Styles                                   | Harry’s House                                  | –                         |
| 6. August 2022 – 19. August 2022 2 Wochen (insgesamt 3) | 3                                              | Beyoncé                                        | Renaissance                                    | –                         |
| 20. August 2022 – 26. August 2022 1 Woche (insgesamt 9) | 9                                              | Harry Styles                                   | Harry’s House                                  | –                         |
| 27. August 2022 – 2. September 2022 1 Woche | 1                                              | Madonna                                        | Finally Enough Love: 50 Number Ones            | –                         |
| 3. September 2022 – 16. September 2022 2 Wochen | 2                                              | Kensington                                     | Greatest Hits                                  | –                         |
| 17. September 2022 – 23. September 2022 1 Woche | 1                                              | Robbie Williams                                | XXV                                            | –                         |
| 24. September 2022 – 30. September 2022 1 Woche | 1                                              | The Analogues Sideshow                         | Introducing the Analogues Sideshow             | –                         |
| 1. Oktober 2022 – 7. Oktober 2022 1 Woche | 1                                              | 5 Seconds of Summer                            | 5SOS5                                          | –                         |
| 8. Oktober 2022 – 14. Oktober 2022 1 Woche | 1                                              | Danny Vera                                     | The New Black and White Pt. V                  | –                         |
| 15. Oktober 2022 – 21. Oktober 2022 1 Woche (insgesamt 3) | 3                                              | Beyoncé                                        | Renaissance                                    | –                         |
| 22. Oktober 2022 – 28. Oktober 2022 1 Woche | 1                                              | Red Hot Chili Peppers                          | Return of the Dream Canteen                    | –                         |
| 29. Oktober 2022 – 4. November 2022 1 Woche (insgesamt 2) | 2                                              | Taylor Swift                                   | Midnights                                      | –                         |
| 5. November 2022 – 11. November 2022 1 Woche | 1                                              | Jan Smit                                       | Boven Jan                                      | –                         |
| 12. November 2022 – 18. November 2022 1 Woche | 1                                              | Nick & Simon                                   | Nu of ooit                                     | –                         |
| 19. November 2022 – 25. November 2022 1 Woche | 1                                              | Bruce Springsteen                              | Only the Strong Survive                        | –                         |
| 26. November 2022 – 2. Dezember 2022 1 Woche | 1                                              | KA                                             | Recklezz                                       | –                         |
| 3. Dezember 2022 – 9. Dezember 2022 1 Woche (insgesamt 2) | 2                                              | Taylor Swift                                   | Midnights                                      | –                         |
| 10. Dezember 2022 – 16. Dezember 2022 1 Woche | 1                                              | Lijpe                                          | Lijpe                                          | –                         |
| 17. Dezember 2022 – 23. Dezember 2022 1 Woche (insgesamt 4) | 4                                              | SZA                                            | SOS                                            | –                         |
| 24. Dezember 2022 – 6. Januar 2023 2 Wochen (insgesamt 14) | 14                                             | Michael Bublé                                  | Christmas                                      | –                         |